# Torque (halssmykke)
En torque (eng: torc, af latin: torquere, at vride) er arkæologernes betegnelse for vredne halssmykker, som anvendtes af kelterne fra 5. til 1. århundrede f.Kr. Smykkerne blev tildelt romerske soldater som æresbevisninger.